# Монтело (Висконсин)
Монтело (енгл. Montello) град је у америчкој савезној држави Висконсин.

## Демографија
По попису из 2010. године број становника је 1.495, што је 98 (7,0%) становника више него 2000. године.
| Група             | 2000.         | 2010.         |
| Белци             | 1.330 (95,2%) | 1.387 (92,8%) |
| Афроамериканци    | 4 (0,3%)      | 25 (1,7%)     |
| Азијати           | 6 (0,4%)      | 7 (0,5%)      |
| Хиспаноамериканци | 33 (2,4%)     | 43 (2,9%)     |
| Укупно            | 1.397         | 1.495         |